# جوستينو فيكتوريانو
جوستينو فيكتوريانو مواليد 19 فبراير 1974 في لواندا، هو لاعب كرة سلة أنغولي سابق. بدأ مسيرته الاحترافية في سنة 2003. مثّل منتخب بلاده. شارك في دورة الألعاب الأولمبية الصيفية سنة 1996. حقق المركز الأول في بطولة أمم أفريقيا لكرة السلة 1999. اعتزل اللعب كمحترف في 2005.

## الميداليات
| الميدالية | المسابقة                          |
| --------- | --------------------------------- |
| ذهبية     | بطولة أمم أفريقيا لكرة السلة 1999 |
| ذهبية     | بطولة أمم أفريقيا لكرة السلة 1995 |
| برونزية   | بطولة أمم أفريقيا لكرة السلة 1997 |

## روابط خارجية
- جوستينو فيكتوريانو على موقع الاتحاد الدولي لكرة السلة (الإنجليزية)
- جوستينو فيكتوريانو على موقع كرة السلة الأوروبية.كوم (الإنجليزية)
- جوستينو فيكتوريانو على موقع كلية كرة السلة في سبورتس رفرنس.كوم (الإنجليزية)
- جوستينو فيكتوريانو على موقع ريلجم (الإنجليزية)
- جوستينو فيكتوريانو على موقع بروبوليرز (الإنجليزية)
- جوستينو فيكتوريانو على موقع سبورتس رفرنس (الإنجليزية)
- جوستينو فيكتوريانو على موقع أوليمبيديا (الإنجليزية)